# Encyocrypta letocarti
Encyocrypta letocarti is een spinnensoort uit de familie Barychelidae. De soort komt voor in Nieuw-Caledonië.